# Vlag van de Orkneyeilanden

Onofficiële vlag (tot 2007)

De vlag van de Orkneyeilanden is rood met een blauw Scandinavisch kruis met gele randen.
Tot 2007 werd een onofficiële vlag gebruikt, die geel was met een rood Scandinavisch kruis. De verantwoordelijke autoriteiten vonden dat die vlag te veel overeenkomsten met andere vlaggen vertoonde. De eilandbewoners dienden een 100 nieuwe ontwerpen in, waaruit een jury de twaalf beste koos. Nadat de autoriteiten vijf ontwerpen officieel goedgekeurd hadden, stemde een meerderheid van 53% in een volksraadpleging voor het onderwerp van Duncan Tullock, een postbode uit Birsay.
Het rood en het geel van de vlag zijn afkomstig uit de wapenschilden van Schotland en Noorwegen. Het blauw komt uit de vlag van Schotland.